# Frank Stokes (hudebník)
Frank Stokes (1. ledna 1888 Shelby County, Tennessee, USA – 12. září 1955 Memphis, Tennessee, USA) byl americký bluesový kytarista a zpěvák. Je považován za otce Memhiského kytarového stylu. V roce 2012 byl uveden do Blues Hall of Fame.